# Blästbruk

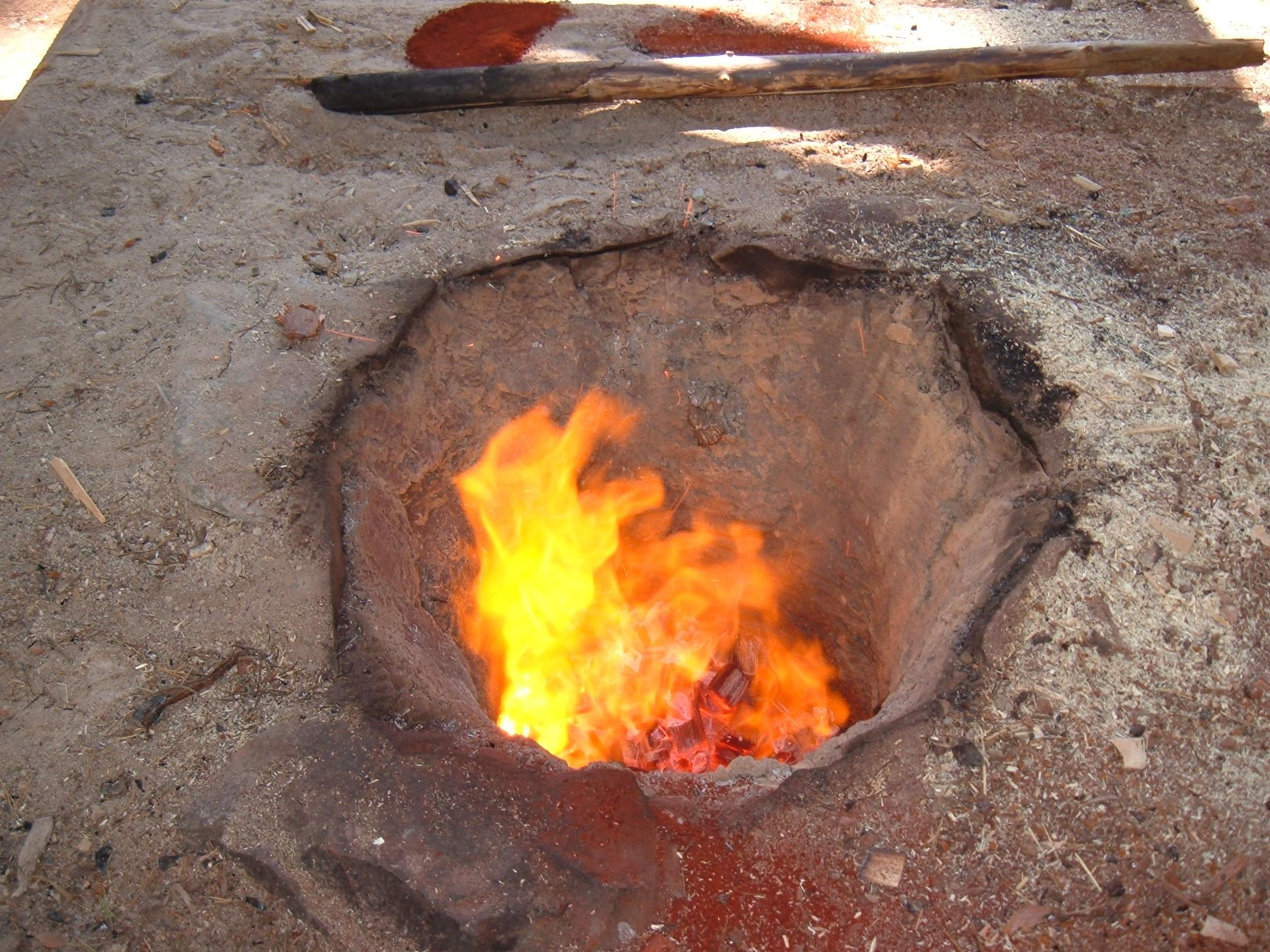
Blästbruk demonstreras 2006 i Röda Jorden i Riddarhyttan, Västmanland.

Blästbruk är en från förhistorisk tid använd anläggning, bestående av blästerugn med bälg, rostningsbädd, kolningsgrop och slaggvarp. Järnframställningen skedde genom reduktion av sjö- eller myrmalm i blästerugnen. Blästbruk i Sverige förekom från ca 700 f.Kr. I nutid förekommer demonstration av tillverkning av järn i blästerugn. Malmen upphettades under inblåsning av luft med hjälp av en bälg. Bränsle i ugnen är träkol. Bälgen drevs ursprungligen med handkraft (hand- eller fotbläster), senare användes vattenkraft. 

## Historia
Blästbruket startade (i fallet Röda jorden) redan ca. 700 f.Kr. Blästbruket togs över av masugnarna, som producerade järn ur järnmalm i större skala. Den äldsta masugnen, Lapphyttan, dateras till ca. 1150. Blästbruket fortsatte att drivas samtidigt med masugnarna, i de trakter där järnmalm saknas men där limonit finns (rödjord, sjö- eller myrmalm). Den sista kända kommersiella tillverkningen av järn i blästerugn genomfördes av bönder i Västerdalarna 1871.
Blästbruk förekommer spridda som små enheter, vardera ofta skötta av ett hushåll. De kunde inte beskattas på samma sätt som masugnar och smedjor. Blästbruket omnämndes därför inte i skriftliga källor före ca 1500. Kunskapen om tidiga blästbruk kommer därför från arkeologiska fynd. Arkeologiska fynd av blästbruk består i första hand av slaggvarp, själva blästerugnen (eventuellt enbart bottenslagg från ugnens botten) och kolgropar för tillverkning av träkol (innan kolmilor kom i bruk). Kolgropar kan i arkeologisk utgrävning före 1980 ha misstagits för fångstgropar.
De flesta fynd av blästbruk är gjorda i Skåne, Halland, Småland, Dalarna, Härjedalen och Jämtland. Även i Östergötlands län finns finns blästbrukslämningar, främst i form av slaggvarp 

## Blästbruk
Huvudprinciperna för blästbruk är att man först hämtar malm i form av rödjord, myrmalm eller sjömalm. Malmen rostas över ett bål för att få bort fukt. Blästerugnen förvärmes. Blästluft blåses in nedtill i ugnen. Ugnen laddas med träkol som antänds. Träkol och rostad malm släpps ner i skikt uppifrån. Vartefter träkolet förbrukas matas mer träkol och rostad malm i uppifrån. Flytande slagg som ligger i botten släpps ut. När tillräckligt med malm matats in och processen pågått tillräckligt länge ska järnet i form av järnsvamp, s.k. lupp plockas upp. Därefter bankar man direkt ihop luppen varvid kvarvarande träkol och slagg lossnar. När luppen blivit kall övergår man till nästa fas som är att värma upp igen och bearbeta klumpen på ett städ till ett ämnesjärn. Detta kan därefter smidas till önskad form, till exempel osmundar, spadform eller ringar, se till exempel Kråknäsjärnet.

Anmärkning: Blästbruket beskrivs ofta som ”lågteknisk” eller ”primitiv” järnframställning, men dessa benämningar ger en missvisande bild. Blästbruket utgjorde en avancerad teknik som krävde en stor hantverksskicklighet.
Carl Rinman (1763 - 1826) skrev boken ”Korrt underrättelse om sätet att smälta sjö- och myrmalmer uti blästerugnar”. Det är den klassiska boken för de som vill demonstrera blästbruk. Den gavs ut i nyutgåva 1997.

## Blästbruk att se
Demonstrationer av blästbruk görs på flera ställen i Sverige, förutom på nedanstående platser, även ibland där det finns vikingabyar eller liknande historiska evenemang:
- Hälltjärnsprojektet i Järbo (ca 15 km norr om Sandviken) demonstrerar forntida järnframställning och järnsmide. Boken Forntida järn är den moderna boken för de som är intresserade i experimentell demonstration av blästbruk.[7][8]
- Röda Jorden i Riddarhyttan i Västmanland (del av Ekomuseum Bergslagen).
- I Heden by i Lima socken återupplivas forntida teknik i form av en blästerugn.[9]
- Dunshammar är ett litet obemannat museum strax söder om Ängelsberg. Det ligger vid ett ursprunglig blästbruk för sjömalm.

## Fotogalleri

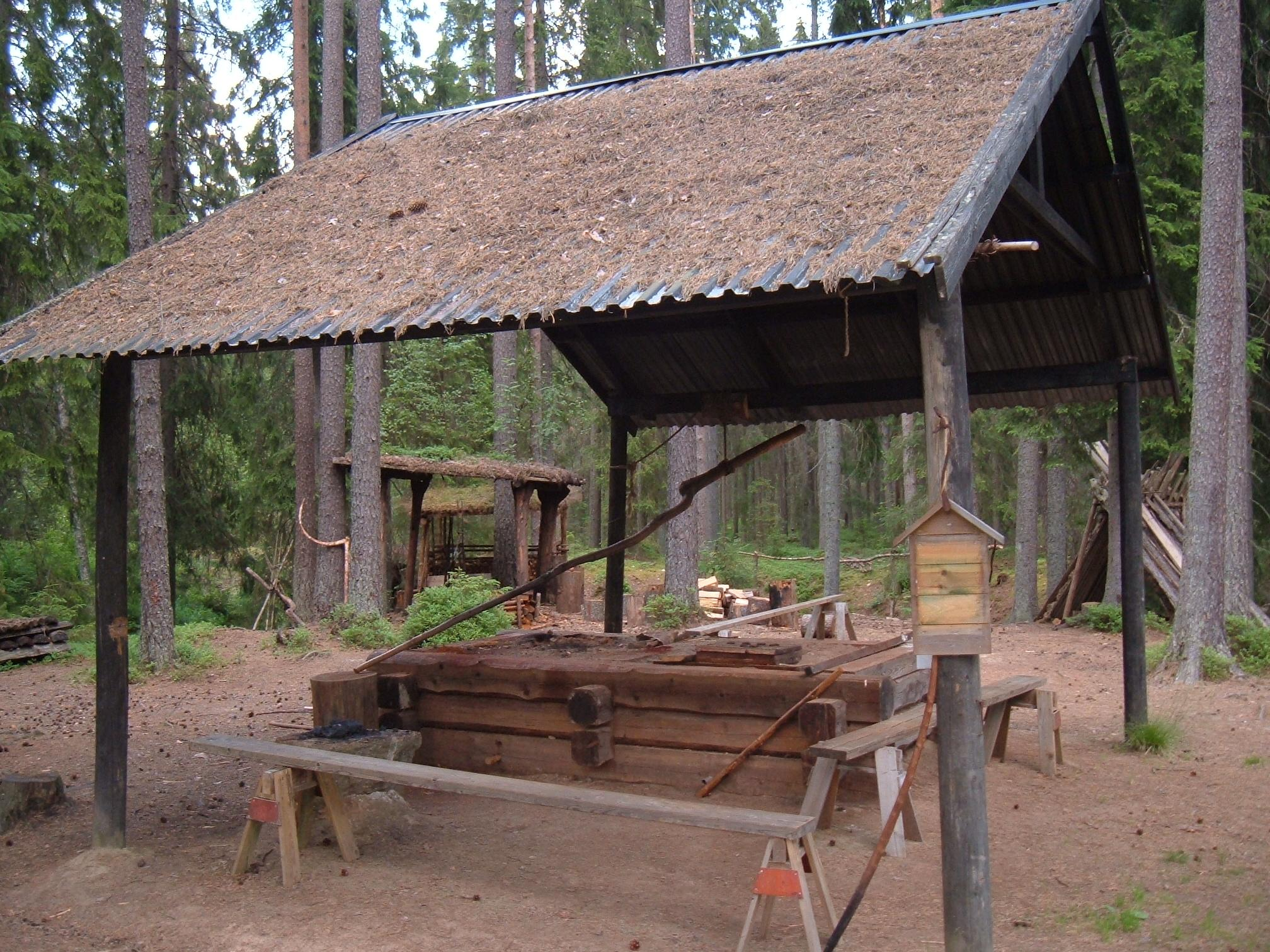
Rekonstruerad blästerugn i Röda Jorden, Riddarhyttan.
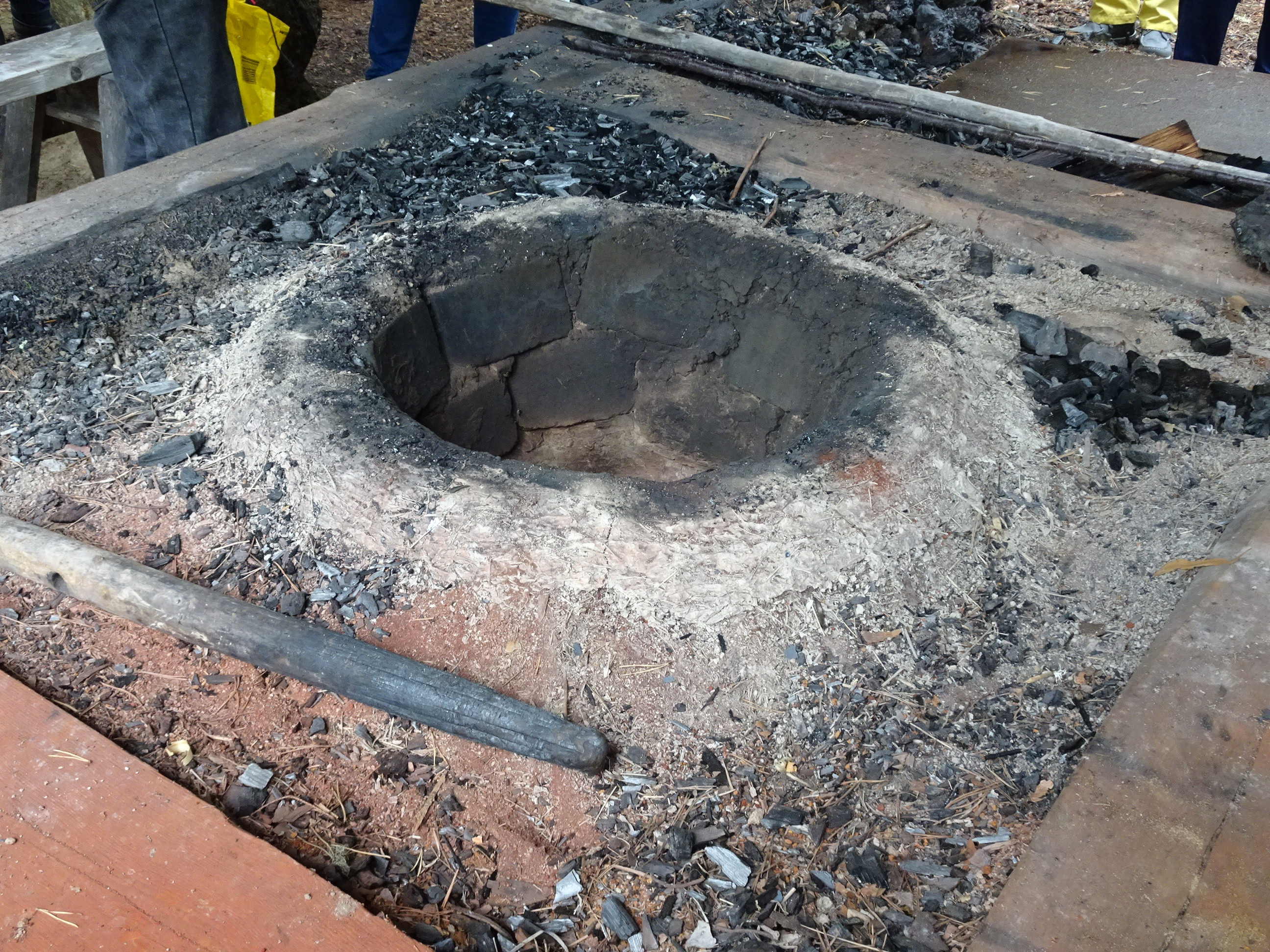
Blästerugnen i Röda Jorden i närbild.
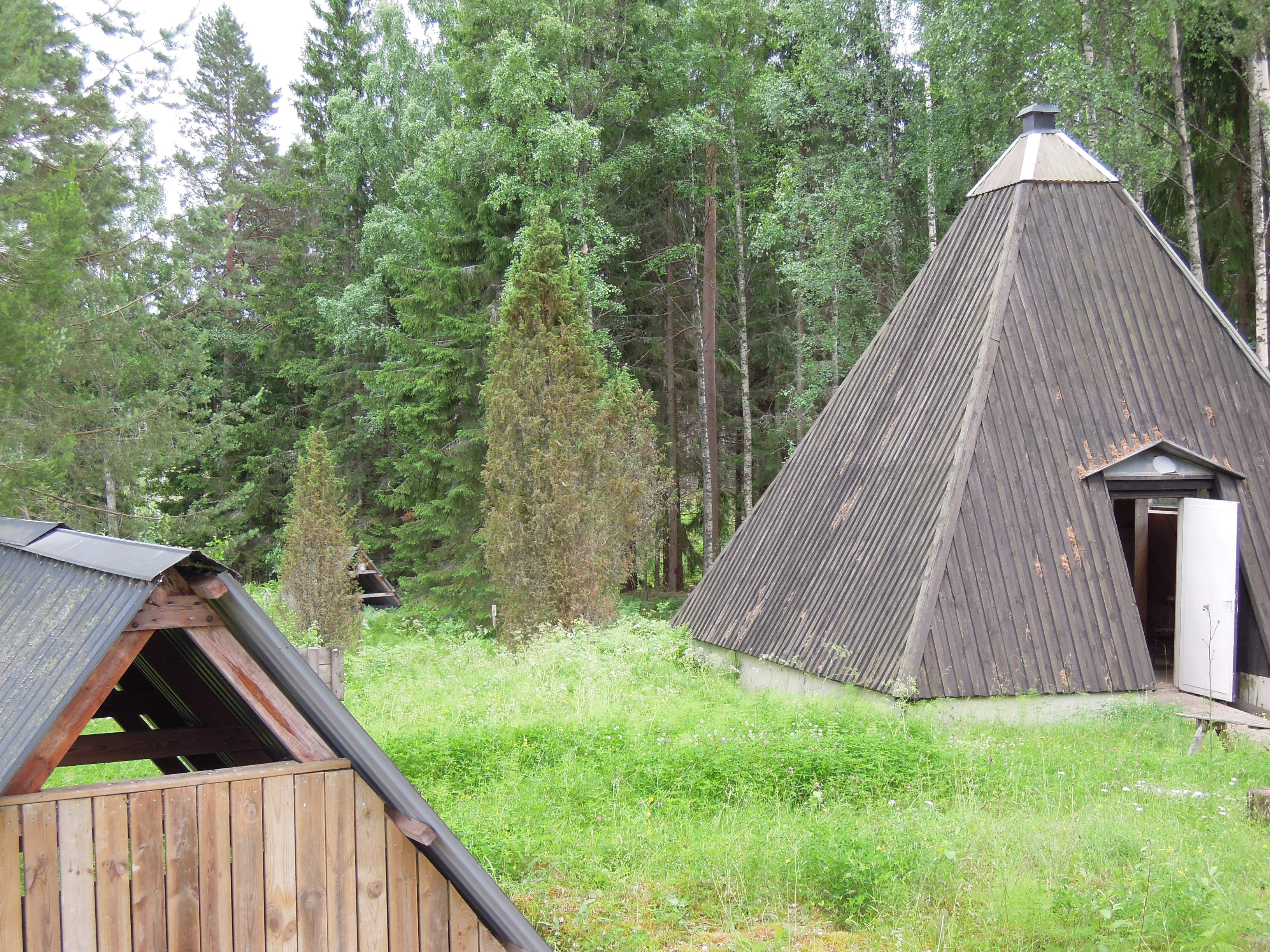
Blästbruksmuseet i Dunshammar.
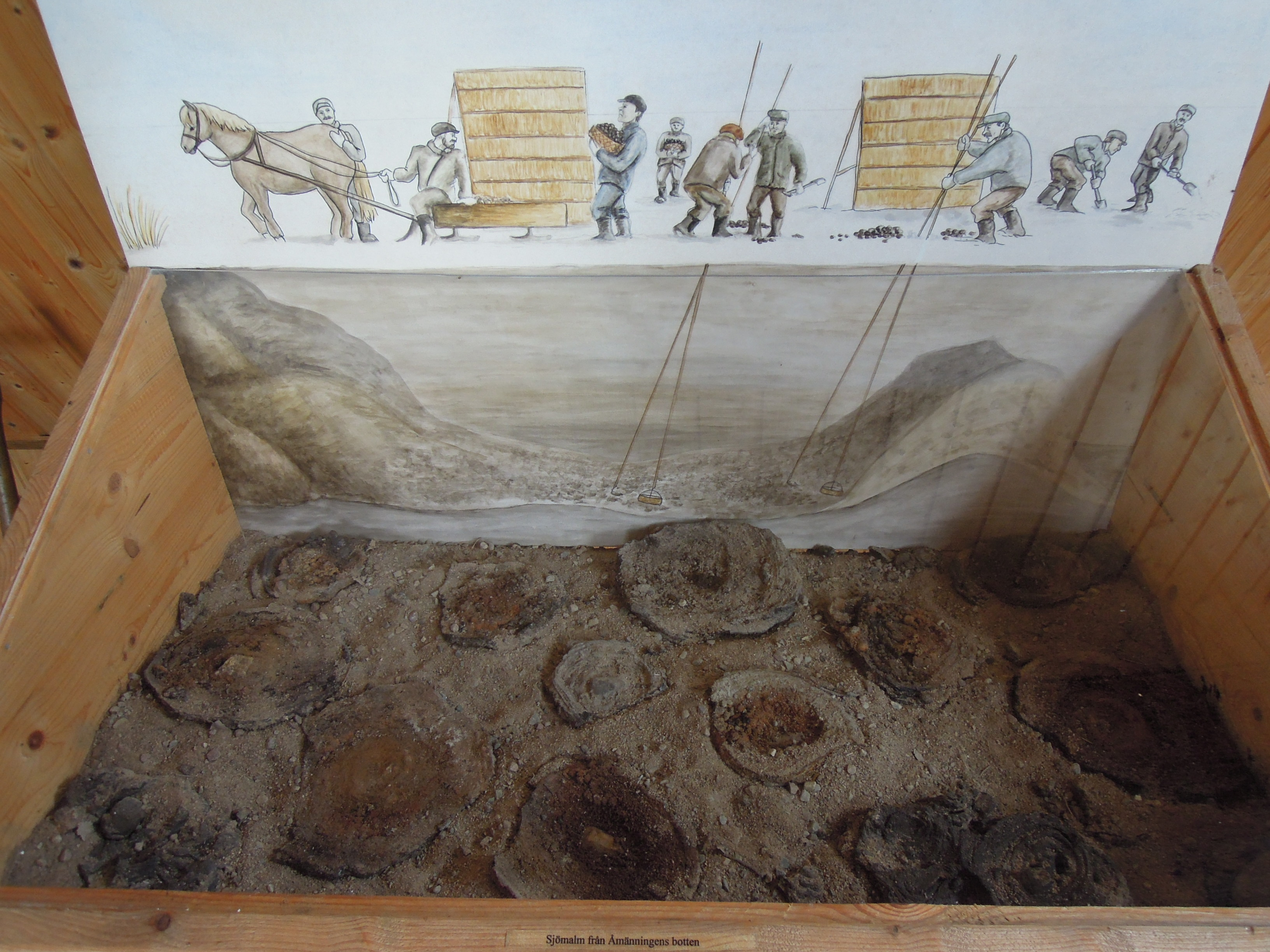
Museet i Dunshammar visar myrmalm och hur man tar upp den från sjön Åmänningens botten.